# Biaboro
Biaboro (Bia Boro) ist eine osttimoresische Aldeia im Suco Guenu Lai (Verwaltungsamt Cailaco, Gemeinde Bobonaro). 2015 lebten in der Aldeia 349 Menschen.

## Geographie
Biaboro bildet den Osten des Kernlandes des Sucos Guenu Lai. Westlich liegt die Aldeia Melemaga. Im Norden grenzt Biaboro an den Suco Dau Udo. Östlich des Flusses Marobo liegen die Verwaltungsämter Hatulia mit seinem Suco Leimea-Craic und Atsabe mit seinem Suco Laubono (Gemeinde Ermera). Die Südgrenze bildet fast vollständig der Fluss Aimera, den Rest ein Zufluss, zu dem hinab eine Steilwand etwa 200 m herabfällt. Berge in der Aldeia sind unter anderem der Foho Tirimos, der Foho Borbote und an der Grenze zu Melemaga der Foho Umeuli und der Foho Rameta.
Der Verwaltungssitz des Sucos und der Aldeia liegt im Dorf Tegal im Norden Biaboros. Südöstlich davon befinden sich die Orte Waudu und Tirimos (Tirimoso) und weiter südwestlich Batuubu. In Tegal befinden sich neben dem Sitz des Sucos ein Hospital und eine Grundschule.

## Politik
2023 wurde Honorio Soares zum Chefe de Aldeia gewählt.